# Parvicornus
Parvicornus ist eine ausgestorbene Gattung der Unpaarhufer, die im Mittleren Eozän vor 39 bis 38 Millionen Jahren in Nordamerika lebte. Sie wird innerhalb der ausgestorbenen Familie Brontotheriidae klassifiziert. Es war ein großes Tier, vergleichbar dem heutigen Spitzmaulnashorn; im Gegensatz zu den meisten der späten Brontotherien, die sich durch große knöcherne Hornbildungen auf dem Vorderschädel auszeichneten, besaß Parvicornus nur ein Paar sehr kleiner Hörner. Bisher sind nur wenige Funde bekannt, der überwiegende Teil wurde im südwestlichen Kalifornien entdeckt.

## Merkmale
Parvicornus war ein großer Vertreter der Brontotherien, der über mehrere Schädelfunde und einige Reste des Körperskelettes bekannt ist. Anhand der überlieferten Funde wird ein ausgewachsenes Tier mit einer Schulterhöhe von 2 m rekonstruiert, es erreichte somit nicht die massiven Ausmaße seines Verwandten Megacerops. Im Körpergewicht glich es wohl dem heutigen Spitzmaulnashorn, des Weiteren mit einem weitgehend robusten Körperbau dem der anderen bekannten, großen Brontotherien.
Der Schädel wies Längen von 51 bis 56 cm auf und war relativ flach. Ähnlich anderen amerikanischen Brontotherien waren die Jochbeinbögen sehr ausladend und erreichten einen Maximalabstand von 36 cm, verliefen aber teils sehr gerade. Typisch für horntragende Vertreter war der Schädel in Seitenansicht markant gesattelt und besaß ein ausladendes Hinterhauptsbein, welches in Aufsicht einen eingeknickten Wulst aufwies. In der Ansicht von hinten wirkte es rechteckig breit. Das Nasenbein verlief deutlich nach unten geschwungen und war langgestreckt mit seitlich verdickten und ebenfalls abwärts gerichteten Längskanten. An der Grenze vom Nasen- zum Stirnbein saß die charakteristische knöcherne Hornbildung, die aus miteinander verwachsenen Auswüchsen der beiden Schädelknochen bestand. Dabei wies Parvicornus analog anderer nordamerikanischer Brontotherien zwei paarig ansetzende Hörner auf, die aber äußerst klein waren und nur leichte Aufwölbungen bildeten. Sie lagen vor dem Augenfenster und ragten leicht schräg nach vorn. Das Augenfenster selbst befand sich oberhalb des ersten und zweiten Molaren und damit etwas weiter hinten als beim Verwandten Megacerops. Der Naseninnenraum, der sich zwischen dem Nasenbein und dem Mittelkieferknochen und dem Oberkiefer befand, war sehr ausgedehnt und konnte bis zum vierten Prämolaren reichen.
Der rund 49 cm lange Unterkiefer war robust und besaß einen hohen Knochenkörper. Die flache Symphyse reichte bis zum vierten Prämolaren. Das Gebiss war kaum reduziert, lediglich die oberen äußeren Schneidezähne fehlten, wodurch es etwas urtümlicher wirkte als bei Megacerops. Die Zahnformel lautete dadurch {\displaystyle {\frac {2.1.4.3}{3.1.4.3}}}. Die Schneidezähne selbst waren klein, rundlich im Ober- und keilartig im Unterkiefer geformt und standen in einer deutlich bogenförmigen Reihe, wobei sich aber im Oberkiefer eine Lücke zwischen den beiden inneren Schneidezähnen befand. Der Eckzahn war groß, konisch geformt und bis zu 2,7 cm lang, variierte aber in seiner Ausprägung. Zur hinteren Bezahnung bestand ein kurzes, maximal 2 cm langes Diastema. Die Prämolaren waren deutlich molarisiert und ähnelten den hinteren Backenzähnen, viel deutlicher als bei anderen Brontotherien. Weiterhin waren die Backenzähne vergleichbar den anderen Mitgliedern der Familie niederkronig (brachyodont), zudem besaßen die oberen Molaren Brontotherien-typisch W-förmig gefaltete Zahnschmelzschlingen auf der Kauoberfläche. Der hinterste und größte Backenzahn erreichte bis zu 8 cm Länge.
Das postcraniale Skelett von Parvicornus ist zum Teil bekannt. Von der Wirbelsäule sind bisher die ersten beiden Halswirbel, der Atlas und der Axis, überliefert, die denen seiner Verwandten gleichen. Das Schulterblatt war lang und wesentlich schmaler als bei Megacerops, ebenso der Oberarmknochen, der einen deutlich grazileren Bau hatte und über 40 cm Länge erreichte. Der Oberschenkelknochen war der größte Langknochen mit knapp 50 cm Länge. Charakteristisch war der nur wenig runde Gelenkkopf und der typisch für Brontotherien nur schwach ausgeprägte dritte Trochanter. Wie bei anderen Brontotherien endeten die Vorderbeine in vier (Metacarpus II bis V), die Hinterbeine in drei (Metatarsus II bis IV) Strahlen, wobei der mittlere (jeweils dritte) Strahl am kräftigsten ausgeprägt war.

## Fundstellen
Der Großteil der bekannten Funde wurde im Oktober 2001 bei Erdarbeiten auf dem Gelände der Ocean Ranch im San Diego County im äußersten Südwesten Kaliforniens entdeckt. Sie lagerten in der Santiago-Formation, genauer deren Schichtglied C, welches eine Mächtigkeit von 55 m erreicht. Die unteren 12 m umfassen dunkelbraune Sandsteine, die die Reste der späten Uintum-Landfauna enthalten. Darüber folgen, getrennt durch einen Hiatus, 40 m mächtige, überwiegend kreuzgeschichtete Sandsteine, denen eine nur 1 m mächtige feste, braunfarbene Sand- und Siltsteinbank zwischengeschaltet ist. Diese Sandsteine sind durch die Fossilien der späten Duchesneum-Fauna charakterisiert, welche etwa 39 bis 38 Millionen Jahre alt ist und der auch die Reste von Parvicornus angehören. Letztere lagen stratigraphisch oberhalb der Siltsteinbank in einer lokal in die Sandsteine eingeschnittenen, mit groberkörnigen Sanden gefüllten Kanal- oder Flusssenke. Aufgrund der Häufigkeit der Funde werden sie als „Knochensande“ (bone sands) angesprochen. Allerdings streuten sie auch weiter nach oben in die umliegenden feinerklastischen Sande. Die Fossilien bestehen überwiegend aus einzelnen, nur zum Teil im Skelettverband liegenden Knochen, die wenigstens vier weitgehend vollständige Schädel, einer davon mit zugehörigem Unterkiefer, weitere Schädelteile und zahlreiches Material des Körperskelettes einschließen. Eine Ausnahme stellt das Teilskelett eines juvenilen Tieres dar, das aber bei den Baggerarbeiten beschädigt wurde.
Zusätzliche Funde von Parvicornus wurden bereits Mitte der 1960er Jahre in der Slim-Buttes-Formation im Harding County in South Dakota entdeckt, ursprünglich aber als Teleodus thyboi beschrieben und später der neuen Gattung Duchesneodus zugewiesen; diese umfassen neben isolierten Zähnen auch Reste eines juvenilen Schädels. Möglicherweise können auch einzelne Schädel- und Unterkieferfragmente aus der Devil’s-Graveyard-Formation im südlichen Texas zu Parvivornus gestellt werden.

## Paläobiologie
Zur Paläobiologie von Parvicornus ist relativ wenig bekannt, allerdings geben die bisherigen Fossilfunde Hinweise auf einen Geschlechtsdimorphismus. So sind die Eckzähne bei ausgewachsenen Individuen stark variabel, was auch bei anderen Brontotherien wie Gnathotitan beobachtet wurde, wobei die größeren und robusteren Eckzähne wohl mit männlichen Tieren in Verbindung gebracht werden können. Vergleichbare Befunde gibt es an den Jochbeinen und den knöchernen Hörnern, die ebenfalls graziler bei weiblichen Tieren sind.

## Systematik
Parvicornus ist eine Gattung aus der Familie der Brontotheriidae (ursprünglich Titanotheriidae), welche aufgrund des Zahnbaus in die Nähe der heutigen Pferde gestellt werden. Innerhalb der Brontotherien gehört Parvicornus zur Unterfamilie der Brontotheriinae und zur Zwischentribus der Brontotheriita, die wiederum zur Tribus der Brontotheriini gehört. Diese Tribus führte ursprünglich Bryn J. Mader als Unterfamilie der Telmatheriinae ein und enthielt alle nordamerikanischen Brontotherien mit ausgeprägten Hornansätzen. Er benannte die Familie aber in einer späteren Untersuchung in Brontotheriinae um. Matthew C. Mihlbachler setzte diese Unterfamilie 2008 auf den Rang der Tribus und trennte innerhalb dieser mit der Zwischentribus der Brontotheriita die nordamerikanischen Brontotherien mit ausgebildeten paarigen Hörnern ab. Diese Gruppe steht den Embolotheriita mit Embolotherium und Aktautitan gegenüber, welche die eurasischen Formen umfassen und die teilweise nur ein singuläres bis hin zu einem „rammbockartig“ geformten Horn aufweisen. Innerhalb der Brontotheriita stellt Parvicornus einen eher frühen Vertreter dar, was sich anhand des vorderen Gebisses mit deutlich kugeligen Schneidezähnen und einer nach vorn gebogenen Zahnreihe zeigt. Die nächstverwandten Gattungen waren Protitanops und Eubrontotherium.
Die Gattung Parvicornus wurde 2009 von Matthew C. Mihlbachler und Thomas A. Deméré anhand von Fundmaterial aus der Ocean Ranch im südwestlichen Kalifornien erstmals beschrieben. Den Holotyp (Exemplarnummer SDSNH 107667) stellt ein nahezu vollständiger Schädel dar. Einzige anerkannte Art ist Parvicornus occidentalis. Der Gattungsname stammt von den lateinischen Wörtern parvus („klein“) und cornus („Horn“) und bezieht sich auf die nur wenig ausgeprägten knöchernen Hörner. Der Artname occidentalis (lateinisch für „westlich“) ist auf die sehr westliche Lage in Nordamerika zurückzuführen. Mit einbezogen in diese Art werden auch einige Funde aus dem nordwestlichen South Dakota, die einen Schädel eines Jungtiers umfassen. Ursprünglich waren diese der Brontotherien-Art Teleodus thyboi zugewiesen worden, 1982 gliederten Spencer George Lucas und Robert M. Schoch sie in die neue Gattung Duchesneodus ein. Aufgrund des damals als eher unspezifisch eingestuften Holotyps, dem Schädel des Jungtiers, galt diese Art aber weitgehend als Nomen nudum.